# Тарасикоми
Тарасикоми (яп. 垂らし込み, капнуть внутрь) — техника в изобразительном искусстве Японии, где второй слой краски или чернил наносится до того, как высохнет первый слой. Благодаря этому на изображении создаётся эффект естественной текстуры ряби на воде, коры дерева, лепестков цветов и другие, а также смешение цветов. Художник обычно не мог контролировать получившийся от тарасикоми эффект. Изначально мастера японской живописи работали в основном на бумаге и шёлке чернилами или акварельными красками, где легко применяется тарасикоми. Первые работы датируются VII—VIII веками, в основном это различного вида свитки.

## Этимология

Сэссю, пейзаж в технике «разлетающаяся тушь»

Японское слово тарасикоми обозначает «закапать» или «соединить две жидкости». Также оно обозначает визуальный эффект, появившийся в результате применения техники. Неизвестно, когда появился и вошёл в обиход сам термин; однако тарасикоми объединяет в себе несколько сходных по исполнению технологий, появившихся в период Эдо.

## Работа с техникой

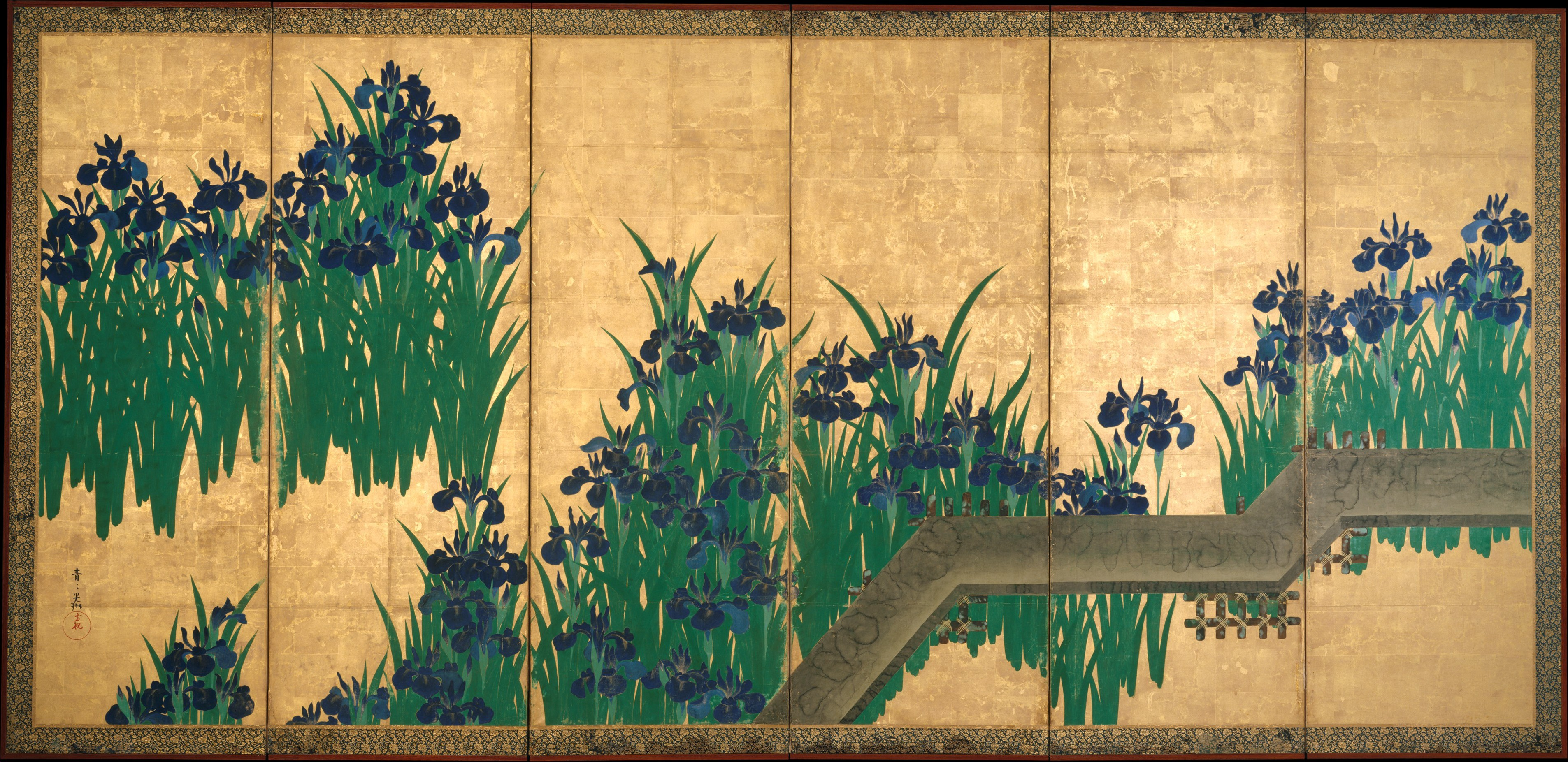
Ирисы у Яцухаси, Огата Корин. Тарасикоми используется при изображении моста и создает эффект старого дерева.

Хоть окончательный эффект тарасикоми не может контролироваться художником, многое зависит от предварительной подготовки поверхности для нанесения рисунка. Шёлк и бумагу пропитывали особым веществом на основе квасцов, чтобы уменьшить впитываемость материала и сгладить стыки на местах соединения отдельных кусков. Мастера школы Римпа научились добиваться впечатляющих эффектов и смешения красок, создавая с его помощью даже тонкие элементы рисунка. Важным навыком в работе с тарасикоми также являлась скорость, поскольку слой краски или чернил необходимо было наносить весьма быстро до высыхания первого слоя. В этом плане техника имеет общее с пейзажами, которые создавал Сэссю в технике хабоку («разлетающаяся тушь»). В отличие от хабоку при тарасикоми художник больше контролирует краску, оно больше походит на эффект «пятен», а не брызг или подтёков.
Для тарасикоми использовались краски из органических материалов природных цветов. Это помогало художникам создавать естественно выглядящие в природе контрасты и цветовые решения (мох на старых деревьях и прочее). Этим часто пользовался Огата Корин. Например, при создании шестистворчатой ширмы Ирисы у Яцухаси техника тарасикоми использовалась при изображении моста и создании естественного эффекта старого дерева.
Применение тарасикоми сыграло решающую роль в ориентировании школы Римпа на декоративный стиль, к которому искусствоведы XIX и XX веков привыкли относить большинство направлений искусства Японии. Различные техники создания рисунка при помощи капель, пятен и смешения красок рассматривались именно с этой точки зрения, в результате в среде исследователей искусства произошло некоторое расхождение, поскольку тарасикоми имело более широкое применение помимо декора.

## История

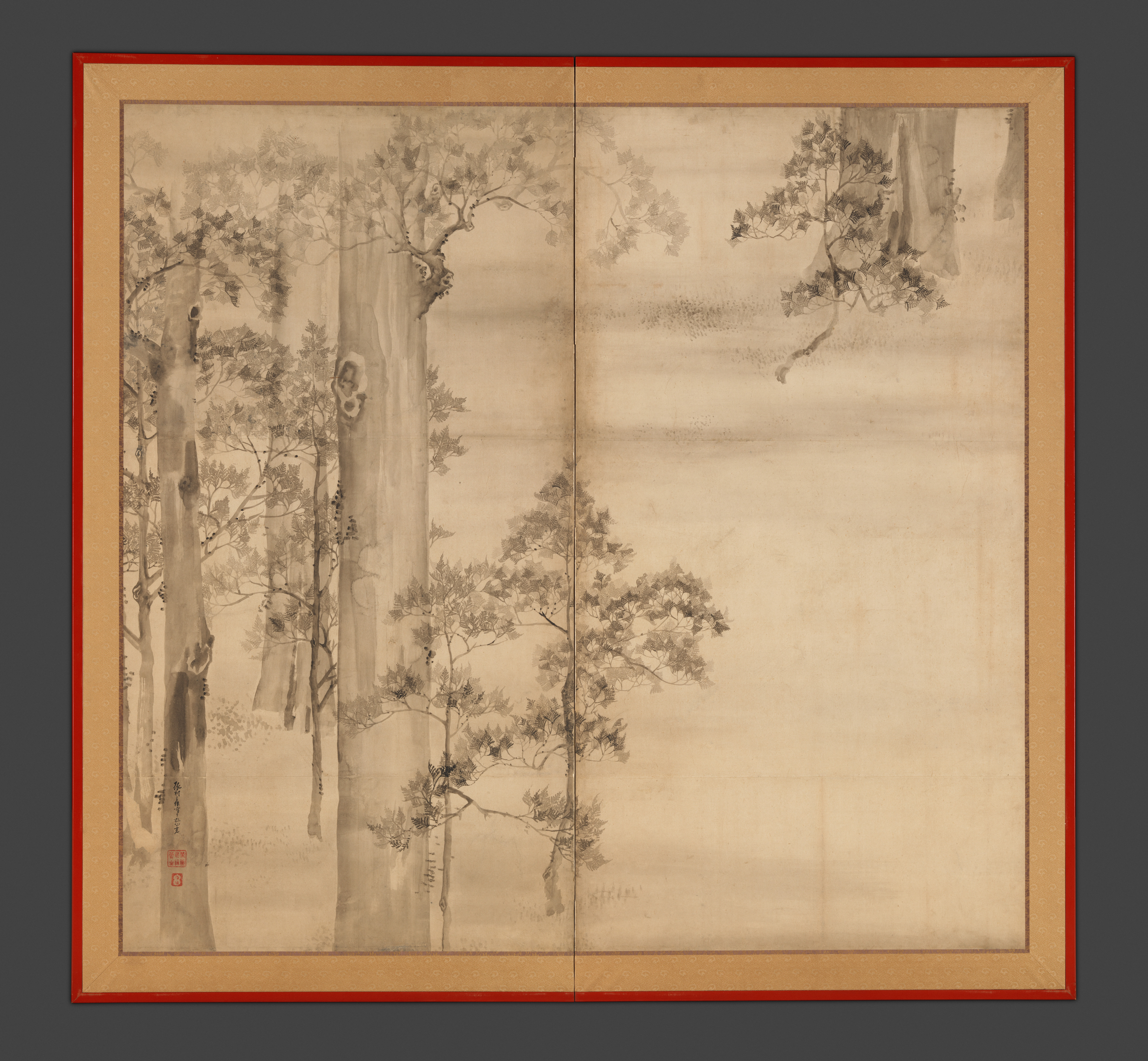
Кипарис, Икэда Косон

Техника тарасикоми ассоциируется с мастерами школы Римпа и стала своего рода их отличительным знаком. С её помощью они изображали кору деревьев, ветки, стволы. Работы каллиграфиста и художника Хонъами Коэцу (1558—1637) считались в своё время эталоном японского искусства. В его творчестве черпали вдохновение основатели школы Римпа Таварая Сотацу и Огата Корин. Изобретателем тарасикоми считается именно Таварая Сотацу. Таварая Сотацу владел магазином вееров и декоративных свитков, с них он начал эксперименты с техникой. Таварая Сотацу больше работал с чернилами и применял тарасикоми в монохромных рисунках. В отличие от будущих последователей Таварая Сотацу применял эту технику для создания общего поля рисунка, а не на отдельных областях. Для создания своих монохромных работ Сотацу мог использовать множество слоёв чернил, добиваясь множества различных эффектов. Свои находки художник перенёс и на цветные работы, и ставшие в это время популярными яркие ширмы с богатым золотым фоном.

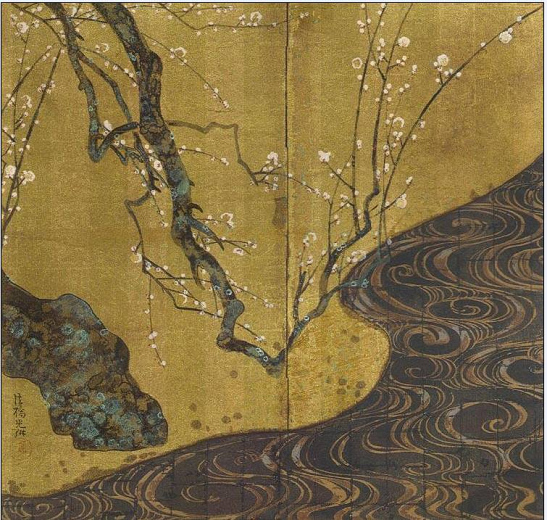
Цветение красной и белой сливы, тарасикоми используется при создании стволов и веток

В отличие от Тавараи Сотацу Огата Корин и его последователи использовали на своих работах чёткие контуры и большее количество цветов. На своей известной ширме Цветение красной и белой сливы (1712—1713) техника тарасикоми использовалась для создания стволов и веток деревьев; было задействовано несколько пигментов. Техника задействована и на другой известной ширме авторства Огаты Корина Ирисы у Яцухаси.
Часто использовал тарасикоми и Сакаи Хоицу (1761—1828). Свиток Ночной вид арочного моста у храма Сумиёси является ярким примером смешивания цветов при помощи тарасикоми.
Примерами использования тарасикоми являются Осенний клён Сакаи Охо, где сияние красной и оранжевой листвы контрастирует с тёмным стволом, раскрывая колористику и красоту сезона, и роспись ширмы Кипарис Икэды Косона. Икэда Косон изобразил крупным планом кипарисы хиноки и целое пространство в тумане; всё это он делает только лишь при помощи чернил, варьируя оттенки от чёрного до серого в листьях и закрученных ветках. Текстура и форма изображения созданы благодаря тарасикоми и нанесению влажных чернил поверх ещё не высохших бледных участков на коре деревьев.
Последним представителем школы Римпа считается Сэкка Камисака, сочетавший в своих работах традиционный декоративный стиль своих предшественников и европейский модерн. Применение тарасикоми у Сэкки можно увидеть на свитке Дзюродзин и расписной фусуме Бамбук и волны, выставленных в Метрополитен-музее в Нью-Йорке.